# Staatsmeisterschaft von Bahia
Die Staatsmeisterschaft von Bahia (portugiesisch Campeonato Baiano) ist die Fußballliga des brasilianischen Bundesstaates Bahia. Die Meisterschaft wird seit 1905 ohne Unterbrechung jährlich ausgespielt und vom Federação Bahiana de Futebol (FBF) ausgerichtet.

## Modus seit 2008
Erster Durchgang:
Die 12 Mannschaften spielen in Hin- und Rückspiel gegeneinander. Die besten vier qualifizieren sich für den zweiten Durchgang. Der Tabellenletzte steigt ab. 
Zweiter Durchgang:
Die vier Teams spielen in Hin- und Rückspiel gegeneinander. Der Tabellenerste ist Staatsmeister. Die besten drei qualifizieren sich für die nationale Meisterschaft.

## Liste der Meister
| Jahr | Meister                                   |
| ---- | ----------------------------------------- |
| 1905 | Clube Internacional de Cricket (Salvador) |
| 1906 | São Salvador (Salvador)                   |
| 1907 | São Salvador (Salvador)                   |
| 1908 | Vitória (Salvador)                        |
| 1909 | Vitória (Salvador)                        |
| 1910 | SC Santos Dumont (Salvador)               |
| 1911 | SC Bahia (Salvador)                       |
| 1912 | Atlético Futebol Clube (Salvador)         |
| 1913 | Fluminense (Salvador)                     |
| 1914 | S. C. Internacional (Salvador)            |
| 1915 | Fluminense (Salvador)                     |
| 1916 | SC República (Salvador)                   |
| 1917 | EC Ypiranga (Salvador)                    |
| 1918 | EC Ypiranga (Salvador)                    |
| 1919 | Botafogo (Salvador)                       |
| 1920 | EC Ypiranga (Salvador)                    |
| 1921 | EC Ypiranga (Salvador)                    |
| 1922 | Botafogo (Salvador)                       |
| 1923 | Botafogo (Salvador)                       |
| 1924 | AA da Bahia (Salvador)                    |
| 1925 | EC Ypiranga (Salvador)                    |
| 1926 | Botafogo (Salvador)                       |
| 1927 | Clube Bahiano de Tênis (Salvador)         |
| 1928 | EC Ypiranga (Salvador)                    |
| 1929 | EC Ypiranga (Salvador)                    |
| 1930 | Botafogo (Salvador)                       |
| 1931 | Bahia (Salvador)                          |
| 1932 | EC Ypiranga (Salvador)                    |
| 1933 | Bahia (Salvador)                          |
| 1934 | Bahia (Salvador)                          |
| 1935 | Botafogo (Salvador)                       |
| 1936 | Bahia (Salvador)                          |
| 1937 | Galícia EC (Salvador)                     |
| 1938 | Bahia (Salvador) und Botafogo (Salvador)  |
| 1939 | EC Ypiranga (Salvador)                    |
| 1940 | Bahia (Salvador)                          |
| 1941 | Galícia EC (Salvador)                     |
| 1942 | Galícia EC (Salvador)                     |
| 1943 | Galícia EC (Salvador)                     |
| 1944 | Bahia (Salvador)                          |
| 1945 | Bahia (Salvador)                          |
| 1946 | Guarany (Salvador)                        |
| 1947 | Bahia (Salvador)                          |
| 1948 | Bahia (Salvador)                          |
| 1949 | Bahia (Salvador)                          |
| 1950 | Bahia (Salvador)                          |
| 1951 | EC Ypiranga (Salvador)                    |
| 1952 | Bahia (Salvador)                          |
| 1953 | Vitória (Salvador)                        |
| 1954 | Bahia (Salvador)                          |
| 1955 | Vitória (Salvador)                        |
| 1956 | Bahia (Salvador)                          |
| 1957 | Vitória (Salvador)                        |
| 1958 | Bahia (Salvador)                          |
| 1959 | Bahia (Salvador)                          |
| 1960 | Bahia (Salvador)                          |
| 1961 | Bahia (Salvador)                          |
| 1962 | Bahia (Salvador)                          |
| 1963 | Fluminense de Feira (Feira de Santana)    |
| 1964 | Vitória (Salvador)                        |
| 1965 | Vitória (Salvador)                        |
| 1966 | Leônico (Salvador)                        |
| 1967 | Bahia (Salvador)                          |
| 1968 | Galícia EC (Salvador)                     |
| 1969 | Fluminense de Feira (Feira de Santana)    |
| 1970 | Bahia (Salvador)                          |
| 1971 | Bahia (Salvador)                          |
| 1972 | Vitória (Salvador)                        |
| 1973 | Bahia (Salvador)                          |
| 1974 | Bahia (Salvador)                          |
| 1975 | Bahia (Salvador)                          |
| 1976 | Bahia (Salvador)                          |
| 1977 | Bahia (Salvador)                          |
| 1978 | Bahia (Salvador)                          |
| 1979 | Bahia (Salvador)                          |
| 1980 | Vitória (Salvador)                        |
| 1981 | Bahia (Salvador)                          |
| 1982 | Bahia (Salvador)                          |
| 1983 | Bahia (Salvador)                          |
| 1984 | Bahia (Salvador)                          |
| 1985 | Vitória (Salvador)                        |
| 1986 | Bahia (Salvador)                          |
| 1987 | Bahia (Salvador)                          |
| 1988 | Bahia (Salvador)                          |
| 1989 | Vitória (Salvador)                        |
| 1990 | Vitória (Salvador)                        |
| 1991 | Bahia (Salvador)                          |
| 1992 | Vitória (Salvador)                        |
| 1993 | Bahia (Salvador)                          |
| 1994 | Bahia (Salvador)                          |
| 1995 | Vitória (Salvador)                        |
| 1996 | Vitória (Salvador)                        |
| 1997 | Vitória (Salvador)                        |
| 1998 | Bahia (Salvador)                          |
| 1999 | Bahia (Salvador) und Vitória (Salvador)   |
| 2000 | Vitória (Salvador)                        |
| 2001 | Bahia (Salvador)                          |
| 2002 | Vitória (Salvador)                        |
| 2003 | Vitória (Salvador)                        |
| 2004 | Vitória (Salvador)                        |
| 2005 | Vitória (Salvador)                        |
| 2006 | Colo Colo FR (Ilhéus)                     |
| 2007 | Vitória (Salvador)                        |
| 2008 | Vitória (Salvador)                        |
| 2009 | Vitória (Salvador)                        |
| 2010 | Vitória (Salvador)                        |
| 2011 | AD Bahia de Feira (Feira de Santana)      |
| 2012 | Bahia (Salvador)                          |
| 2013 | Vitória (Salvador)                        |
| 2014 | Bahia (Salvador)                          |
| 2015 | Bahia (Salvador)                          |
| 2016 | Vitória (Salvador)                        |
| 2017 | Vitória (Salvador)                        |
| 2018 | Bahia (Salvador)                          |
| 2019 | Bahia (Salvador)                          |
| 2020 | Bahia (Salvador)                          |
| 2021 | Alagoinhas (Alagoinhas)                   |
| 2022 | Alagoinhas (Alagoinhas)                   |
| 2023 | Bahia (Salvador)                          |
| 2024 | Vitória (Salvador)                        |
| 2025 | Bahia (Salvador)                          |

### Titel pro Team
| Team                                             | Gewinner | Zweiter |
| ------------------------------------------------ | -------- | ------- |
| EC Bahia (Salvador)                              | 51 2     | 14      |
| EC Vitória (Salvador)                            | 30 1     | 15      |
| EC Ypiranga (Salvador)                           | 10       | 10      |
| Botafogo SC (Salvador)                           | 7 1      | 7       |
| Galícia EC (Salvador)                            | 5        | 9       |
| Fluminense de Feira FC (Feira de Santana)        | 2        | 6       |
| Fluminense FC (Salvador) (Salvador)              | 2        | 6       |
| CNR São Salvador (Salvador)                      | 2        | 1       |
| AA da Bahia (Salvador)                           | 2        | 5       |
| Alagoinhas AC (Alagoinhas)                       | 2        | 0       |
| Atlético Futebol Clube (Salvador)                | 1        | 0       |
| Bahia de Feira (Feira de Santana)                | 1        | 1       |
| SC Bahia (Salvador)                              | 1        | 0       |
| CI Cricket (Salvador)                            | 1        | 0       |
| AD Guarany (Salvador)                            | 1        | 0       |
| SC Internacional (BA) (Salvador)                 | 1        | 0       |
| AD Leônico (Salvador)                            | 1        | 2       |
| SC República (Salvador)                          | 1        | 0       |
| SC Santos Dumont (Salvador)                      | 1        | 2       |
| Clube Bahiano de Tênis (Salvador)                | 1        | 1       |
| Colo Colo FR (Ilhéus)                            | 1        | 0       |
| ECPP Vitória da Conquista (Vitória da Conquista) | 0        | 1       |
| EC Jacuipense (Riachão do Jacuípe)               | 0        | 1       |